# Subtriquetridae
Subtriquetridae es una familia de crustáceos pertenecientes al orden Porocephalida.
Sus géneros son:
- Burgessia Walcott, 1912
- Cambrocaris Walossek & Szaniawski, 1991
- Cambropachycope Walossek & Müller, 1990
- Ercaia Chen, Vannier & Huang, 2001
- Goticaris Walossek & Müller, 1990
- Henningsmoenicaris Walossek & Müller, 1991
- Marrella Walcott, 1912
- Martinssonia Müller & Walossek, 1986
- Subtriquetra Sambon, 1922